# Logroñés CF

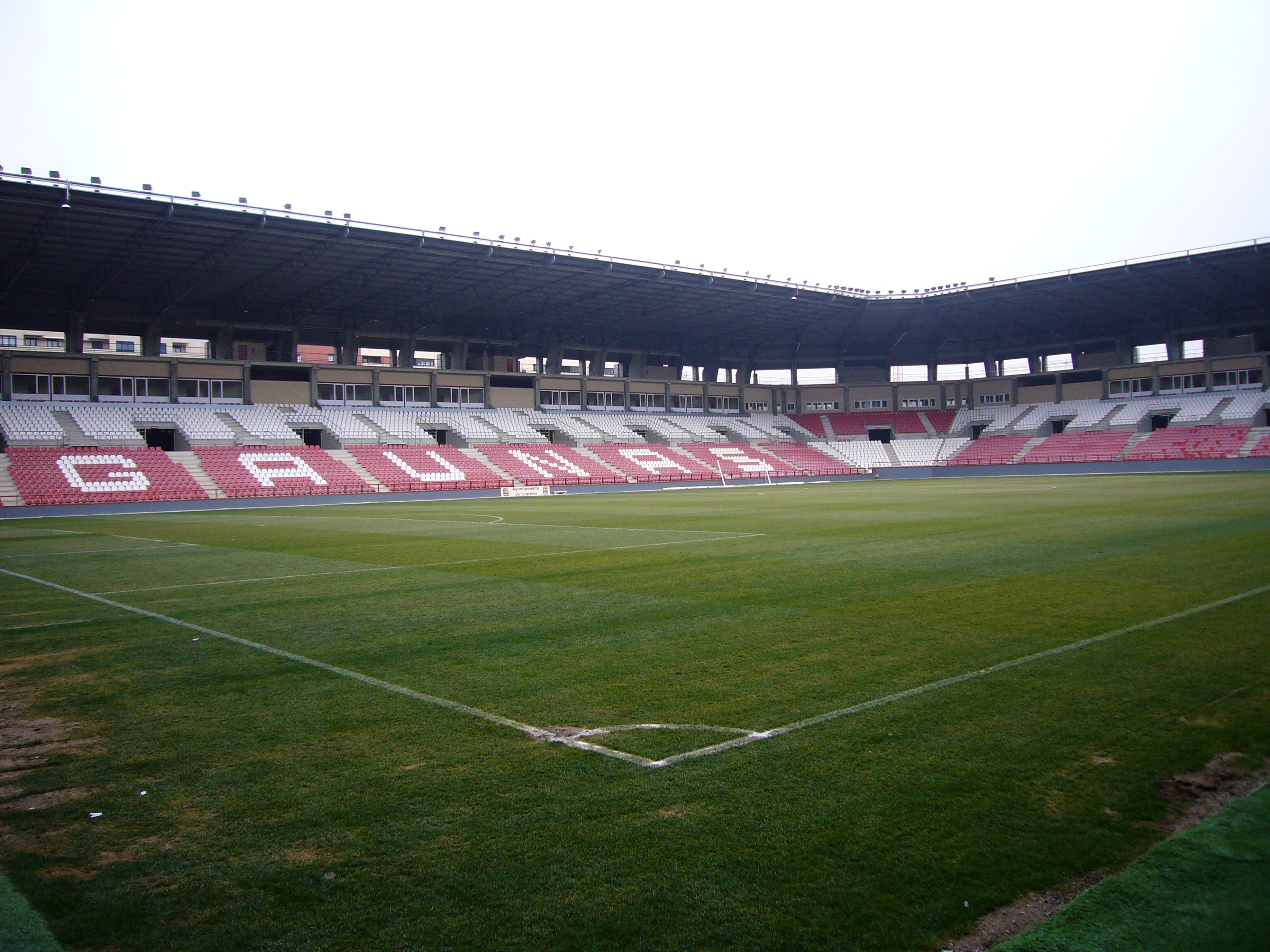
Estadio Las Gaunas.

Logroñés CF was een Spaanse voetbalclub uit Logroño in La Rioja. De club werd opgericht in 2000 en kwam sinds 2003/04 uit in de Segunda División B. Thuiswedstrijden werden afgewerkt in het Estadio Las Gaunas, met een capaciteit van 15.902 plaatsen, dat het deelde met de bekendere stadgenoot CD Logroñés.

## Geschiedenis
Logroñés CF werd opgericht in 2000 als Recreación de La Rioja. Al na een jaar komt het uit in de Tercera División, hier verblijft het twee jaar. In 2003 veranderde de club de naam naar Logroñés CF onder protest van CD Logroñés. Tot grote ergernis van de grote stadsbroer waren de successen van Logroñés CF in de laatste jaren beter dan die van CD Logroñés. Desondanks kende de club een zeer lage populariteit: slechts een paar honderd man kwamen naar de thuiswedstrijden. De club werd derhalve in 2008 opgeheven.